# イモコ・バレー・コネリアーノ
イモコ・バレー・コネリアーノ（Imoco Volley Conegliano）は、イタリアのヴェネト州トレヴィーゾを本拠地とするスポーツクラブチームであり、2024/25シーズンはイタリアセリエAのA1に所属している。

## 歴史
スペス・バレー・コネリアーノの経済的問題により2012年3月に設立され、イタリアセリエAのライセンスを取得。2012-13シーズンからセリエAに参戦。
初年度はリーグ戦のレギュラーラウンドを5位で終えると、プレーオフでGSOヴィッラ・コルテーゼを下し、セミファイナルではFVブスト・アルシーツィオに勝利しファイナルへ進出。ファイナルはリバーバレーに惜しくも屈したが準優勝を果たした。2013-14シーズンは欧州チャンピオンズリーグでベスト8となった。リーグ戦はレギュラーラウンドを2位通過するも、セミファイナルで敗退し最終的に3位で終えた。2014-15シーズンのリーグは4位だった。2015-16シーズンはレギュラーラウンドを首位で通過すると、プレーオフも勝ち進み、ファイナルではリバーバレーと対戦し先に3勝をあげてリーグ優勝を果たした。2016-17シーズンは欧州チャンピオンズリーグではワクフバンクに次いで準優勝となった。リーグ戦は3位だった。
2017-18シーズンのリーグ戦はレギュラーラウンドを3位で通過し、プレーオフは準々決勝でリバーバレーを、セミファイナルでパッラヴォーロ・スカンディッチを退けてファイナルに進出。ファイナルではAGILバレーと対戦し、第1戦を落とすも第2戦以降は勝利をおさめて2シーズンぶりの優勝を決めた。2018-19シーズンのリーグでは圧倒的な強さでレギュラーラウンドを首位で通過すると、プレーオフも危なげなく勝ちファイナルではAGILバレーに3連勝し優勝を決め、2連覇を果たした。2019-20シーズンは中国で開催された世界クラブ選手権に出場し、トルコのワクフバンクSK、エジザージュバシュを抑えて金メダルを獲得した。2020-21シーズンは欧州チャンピオンズリーグとセリエAのリーグで優勝を果たした。2022年の世界クラブ選手権で優勝を果たした。現在、イタリアセリエAリーグでは2020-21シーズンから3連覇している。

## 主な成績
セリエA
- 優勝：2015/16、2017/18、2018/19、2020/21、2021/22、2022/23、2023–24

 コッパ・イタリア
- 優勝：2016/17、2019/20、2020/21、2021/22シーズン

バレーボール女子世界クラブ選手権
- 優勝：2019年、2022年

 欧州チャンピオンズリーグ
- 優勝：2020/21シーズン

## 登録選手
2024/25年シーズンの登録選手は次の通り。
| 背番号 | 名前                       | ポジション           | 身長 | 備考       |
| ------ | -------------------------- | -------------------- | ---- | ---------- |
| 1      | ガブリエラ・ギマラエス     | アウトサイドヒッター | 1.80 |            |
| 4      | 朱婷                       | アウトサイドヒッター | 1.98 |            |
| 6      | 関菜々巳                   | セッター             | 1.71 |            |
| 7      | Katja Eckl                 | ミドルブロッカー     | 1.88 |            |
| 9      | マリーナ・ルビアン         | ミドルブロッカー     | 1.90 |            |
| 10     | モニカ・デジェンナーロ     | リベロ               | 1.72 |            |
| 11     | イザベル・ハーク           | オポジット           | 1.96 |            |
| 14     | ヨアンナ・ボロシュ         | セッター             | 1.81 | キャプテン |
| 15     | Merit Adigwe               | オポジット           | 1.83 |            |
| 16     | カリア・ラニアー           | アウトサイドヒッター | 1.90 |            |
| 17     | マルティナ・ウカシク       | アウトサイドヒッター | 1.89 |            |
| 18     | クリスティーナ・キリケッラ | ミドルブロッカー     | 1.95 |            |
| 19     | サラ・ファール             | ミドルブロッカー     | 1.94 |            |
| 20     | Anna Bardaro               | リベロ               | 1.77 |            |

## 主な歴代所属選手
| - カロリーナ・コスタグランデ - ジェニー・バラッツァ - ヴァレンティーナ・フィオリン - ヴァレンティナ・アリゲッティ - バレンティーナ・ティロッツィ - セレナ・オルトラーニ - クリスティナ・バルチェリーニ - インドレ・ソロカイテ - ラファエラ・フォリエ - アレッシア・ジェンナーリ - ミリアム・シッラ - オフェーリア・マリノブ - ジュリア・ジェンナーリ - パオラ・エゴヌ - フェデリカ・スクアルチーニ | - ニコル・フォーセット - アリーシャ・グラス - ローレン・ギブマイヤ - メーガン・イージー - キンバリー・ヒル - カーリー・ロイド - レイチェル・アダムズ - マッケンジー・アダムス - チアカ・オグボグ - マイカ・ハンコック - ケルシー・ロビンソン - カースタ・ロウ - メーガン・コートニー - キャサリン・プラマー - ステファニー・サメディ | - カタジナ・スコルパ - ベレニカ・トムシア - ジェニファー・ヤニスカ - ヨバナ・ブラコチェビッチ - ロビン・デクライフ - アティナ・パパフォティウ - サマンタ・ファブリス - マルティナ・サマダン - ボジャナ・ブティガン - ネリマン・オズソイ - 長岡望悠 - フリスティナ・ヴチコバ - アレクサ・グレイ - サマンタ・ブリシオ - ルシール・ジケル |